# The Voice (Stati Uniti d'America)
The Voice è la versione statunitense del talent show olandese The Voice. Va in onda dal 26 aprile 2011 sul canale NBC ed ha attualmente 27 edizioni.
Il programma è condotto sin dalla prima edizione da Carson Daly, ma accompagnato nel 2011 da Alison Haislip, mentre dal 2012 al 2013 da Christina Milian.

## Doppiaggio
- Christina Aguilera - (1-3, 5, 8, 10)
- Cee Lo Green - (1-3, 5)
- Adam Levine - (1-16, 27)
- Blake Shelton - (1-23)
- Gwen Stefani - (7, 9, 12, 17, 19, 22, 24, 26)
- Pharrell Williams - (7-10)
- Miley Cyrus - (11, 13)
- Alicia Keys - (11-12, 14)
- Jennifer Hudson - (13, 15)
- Kelly Clarkson - (14-21, 23)
- John Legend - (16-22, 24-25, 27)
- Nick Jonas - (18, 20)
- Ariana Grande - (21)
- Camila Cabello - (22)
- Chance the Rapper - (23)
- Niall Horan - (23-24, 28)
- Reba McEntire - (24-26, 28)
- Dan + Shay - (25)
- Michael Bublé (26-28)
- Snoop Dogg (26, 28)
- Kelsea Ballerini (27)

## Coach
| Coach              | Edizione | Edizione | Edizione | Edizione | Edizione | Edizione | Edizione | Edizione | Edizione | Edizione | Edizione | Edizione | Edizione | Edizione | Edizione | Edizione | Edizione | Edizione | Edizione | Edizione | Edizione | Edizione | Edizione | Edizione | Edizione | Edizione | Edizione | Totale |
| Coach              | 1        | 2        | 3        | 4        | 5        | 6        | 7        | 8        | 9        | 10       | 11       | 12       | 13       | 14       | 15       | 16       | 17       | 18       | 19       | 20       | 21       | 22       | 23       | 24       | 25       | 26       | 27       | Totale |
| ------------------ | -------- | -------- | -------- | -------- | -------- | -------- | -------- | -------- | -------- | -------- | -------- | -------- | -------- | -------- | -------- | -------- | -------- | -------- | -------- | -------- | -------- | -------- | -------- | -------- | -------- | -------- | -------- | ------ |
| Blake Shelton      |          |          |          |          |          |          |          |          |          |          |          |          |          |          |          |          |          |          |          |          |          |          |          |          |          |          |          | 23     |
| Adam Levine        |          |          |          |          |          |          |          |          |          |          |          |          |          |          |          |          |          |          |          |          |          |          |          |          |          |          |          | 17     |
| Christina Aguilera |          |          |          |          |          |          |          |          |          |          |          |          |          |          |          |          |          |          |          |          |          |          |          |          |          |          |          | 6      |
| Cee Lo Green       |          |          |          |          |          |          |          |          |          |          |          |          |          |          |          |          |          |          |          |          |          |          |          |          |          |          |          | 4      |
| Shakira            |          |          |          |          |          |          |          |          |          |          |          |          |          |          |          |          |          |          |          |          |          |          |          |          |          |          |          | 2      |
| Usher              |          |          |          |          |          |          |          |          |          |          |          |          |          |          |          |          |          |          |          |          |          |          |          |          |          |          |          | 2      |
| Gwen Stefani       |          |          |          |          |          |          |          |          |          |          |          |          |          |          |          |          |          |          |          |          |          |          |          |          |          |          |          | 8      |
| Pharrell Williams  |          |          |          |          |          |          |          |          |          |          |          |          |          |          |          |          |          |          |          |          |          |          |          |          |          |          |          | 4      |
| Alicia Keys        |          |          |          |          |          |          |          |          |          |          |          |          |          |          |          |          |          |          |          |          |          |          |          |          |          |          |          | 3      |
| Miley Cyrus        |          |          |          |          |          |          |          |          |          |          |          |          |          |          |          |          |          |          |          |          |          |          |          |          |          |          |          | 2      |
| Jennifer Hudson    |          |          |          |          |          |          |          |          |          |          |          |          |          |          |          |          |          |          |          |          |          |          |          |          |          |          |          | 2      |
| Kelly Clarkson     |          |          |          |          |          |          |          |          |          |          |          |          |          |          |          |          |          |          |          |          |          |          |          |          |          |          |          | 9      |
| John Legend        |          |          |          |          |          |          |          |          |          |          |          |          |          |          |          |          |          |          |          |          |          |          |          |          |          |          |          | 10     |
| Nick Jonas         |          |          |          |          |          |          |          |          |          |          |          |          |          |          |          |          |          |          |          |          |          |          |          |          |          |          |          | 2      |
| Ariana Grande      |          |          |          |          |          |          |          |          |          |          |          |          |          |          |          |          |          |          |          |          |          |          |          |          |          |          |          | 1      |
| Camila Cabello     |          |          |          |          |          |          |          |          |          |          |          |          |          |          |          |          |          |          |          |          |          |          |          |          |          |          |          | 1      |
| Niall Horan        |          |          |          |          |          |          |          |          |          |          |          |          |          |          |          |          |          |          |          |          |          |          |          |          |          |          |          | 2      |
| Chance the Rapper  |          |          |          |          |          |          |          |          |          |          |          |          |          |          |          |          |          |          |          |          |          |          |          |          |          |          |          | 1      |
| Reba McEntire      |          |          |          |          |          |          |          |          |          |          |          |          |          |          |          |          |          |          |          |          |          |          |          |          |          |          |          | 3      |
| Dan + Shay         |          |          |          |          |          |          |          |          |          |          |          |          |          |          |          |          |          |          |          |          |          |          |          |          |          |          |          | 1      |
| Michael Bublé      |          |          |          |          |          |          |          |          |          |          |          |          |          |          |          |          |          |          |          |          |          |          |          |          |          |          |          | 2      |
| Snoop Dogg         |          |          |          |          |          |          |          |          |          |          |          |          |          |          |          |          |          |          |          |          |          |          |          |          |          |          |          | 1      |
| Kelsea Ballerini   |          |          |          |          |          |          |          |          |          |          |          |          |          |          |          |          |          |          |          |          |          |          |          |          |          |          |          | 1      |

## Riassunto delle edizioni
Team Adam
     Team Blake
     Team Christina
     Team CeeLo
     Team Shakira
     Team Usher
     Team Pharrell
     Team Gwen
     Team Alicia
     Team Miley
     Team Jennifer
     Team Kelly
     Team Legend
     Team Nick
     Team Ariana
     Team Camila
| Edizione | Anno | Vincitore         | Secondo           | Terzo                | Quarto               | Quinto               | Conduttore/i                  |
| -------- | ---- | ----------------- | ----------------- | -------------------- | -------------------- | -------------------- | ----------------------------- |
| 1        | 2011 | Javier Colon      | Dia Frampton      | Vicci Martinez       | Vicci Martinez       | N.D.                 | Carson Daly, Alison Haislip   |
| 1        | 2011 | Javier Colon      | Dia Frampton      | Beverly McClellan    |                      | N.D.                 | Carson Daly, Alison Haislip   |
| 2        | 2012 | Jermaine Paul     | Juliet Simms      | Tony Lucca           | Chris Mann           | N.D.                 | Carson Daly, Christina Milian |
| 3        | 2012 | Cassadee Pope     | Terry McDermott   | Nicholas David       | Trevin Hunte         | N.D.                 | Carson Daly, Christina Milian |
| 4        | 2013 | Danielle Bradbery | Michelle Chamuel  | The Swon Brothers    | Amber Carrington     | Sasha Allen          | Carson Daly, Christina Milian |
| 5        | 2013 | Tessanne Chin     | Jacquie Lee       | Will Champlin        | Cole Vosbury         | James Wolpert        | Carson Daly                   |
| 6        | 2014 | Josh Kaufman      | Jake Worthington  | Christina Grimmie    | Kristen Merlin       | Kat Perkins          | Carson Daly                   |
| 7        | 2014 | Craig Wayne Boyd  | Matt McAndrew     | Chris Jamison        | Damien               | Taylor John Williams | Carson Daly                   |
| 8        | 2015 | Sawyer Fredericks | Meghan Linsey     | Joshua Davis         | Koryn Hawthorne      | India Carney         | Carson Daly                   |
| 9        | 2015 | Jordan Smith      | Emily Ann Roberts | Barrett Baber        | Jeffery Austin       | N.D.                 | Carson Daly                   |
| 10       | 2016 | Alisan Porter     | Adam Wakefield    | Hannah Huston        | Laith Al-Saadi       | N.D.                 | Carson Daly                   |
| 11       | 2016 | Sundance Head     | Billy Gilman      | Wé McDonald          | Josh Gallagher       | N.D.                 | Carson Daly                   |
| 12       | 2017 | Chris Blue        | Lauren Duski      | Aliyah Moulden       | Jesse Larson         | N.D.                 | Carson Daly                   |
| 13       | 2017 | Chloe Kohanski    | Addison Agen      | Brooke Simpson       | Red Marlow           | N.D.                 | Carson Daly                   |
| 14       | 2018 | Brynn Cartelli    | Britton Buchanan  | Kyla Jade            | Spensha Baker        | N.D.                 | Carson Daly                   |
| 15       | 2018 | Chevel Shepherd   | Chris Kroeze      | Kirk Jay             | Kennedy Holmes       | N.D.                 | Carson Daly                   |
| 16       | 2019 | Maelyn Jarmon     | Gyth Rigdon       | Dexter Roberts       | Andrew Sevener       | N.D.                 | Carson Daly                   |
| 17       | 2019 | Jake Hoot         | Ricky Duran       | Katie Kadan          | Rose Short           | N.D.                 | Carson Daly                   |
| 18       | 2020 | Todd Tilghman     | Toneisha Harris   | Thunderstorm Artis   | CammWess             | Micah Iverson        | Carson Daly                   |
| 19       | 2020 | Carter Rubin      | Jim Ranger        | Ian Flanigan         | DeSz                 | John Holiday         | Carson Daly                   |
| 20       | 2021 | Cam Anthony       | Kenzie Wheeler    | Jordan Matthew Young | Rachel Mac           | Victor Solomon       | Carson Daly                   |
| 21       | 2021 | Girl Named Tom    | Wendy Moten       | Paris Winningham     | Hailey Mia           | Jershika Maple       | Carson Daly                   |
| 22       | 2022 | Bryce Leatherwood | bodie             | Morgan Myles         | Omar Jose Cardona    | Brayden Lape         | Carson Daly                   |
| 23       | 2023 | Gina Miles        | Grace West        | D.Smooth             | Sorelle              | NOIVAS               | Carson Daly                   |
| 24       | 2023 | Huntley           | Ruby Leigh        | Mara Justine         | Jacquie Roar         | Lila Forde           | Carson Daly                   |
| 25       | 2024 | Asher HaVon       | Josh Sanders      | Bryan Olesen         | Nathan Chester       | Karen Waldrup        | Carson Daly                   |
| 26       | 2024 | Sofronio Vasquez  | Shye              | Sydney Sterlace      | Danny Joseph         | Jeremy Beloate       | Carson Daly                   |
| 27       | 2025 | Adam David        | Jaelen Johnston   | Renzo                | Lucia Flores-Wiseman | Jadyn Cree           | Carson Daly                   |
| 28       | 2025 |                   |                   |                      |                      |                      | Carson Daly                   |

- Nota: Gli artisti italici non sono arrivati in finale.

## Coach e finalisti
| Edizione | Adam Levine                                                                           | CeeLo Green | Christina Aguilera                                                                                      | Blake Shelton |
| -------- | ------------------------------------------------------------------------------------- | --- | --- | --- |
| 1        | Javier Colon Casey Weston Jeff Jenkins Devon Barley                                   | Vicci Martinez Nakia Curtis Grimes The Thompson Sisters                                                                         | Beverly McClellan Frenchie Davis Lily Elise Raquel Castro                                               | Dia Frampton Xenia Jared Blake Patrick Thomas                                                                         |
| 2        | Tony Lucca Katrina Parker Mathai Pip Karla Davis Kim Yarbrough                        | Juliet Simms Jamar Rogers Cheesa James Massone Erin Martin Tony Vincent                                                         | Chris Mann Lindsey Pavao Ashley De La Rosa Jesse Campbell Moses Stone Sera Hill                         | Jermaine Paul Erin Willett RaeLynn Jordis Unga Charlotte Sometimes Naia Kete                                          |
| 3        | Amanda Brown Melanie Martinez Bryan Keith Loren Allred Joselyn Rivera                 | Nicholas David Trevin Hunte Cody Belew MacKenzie Bourg Diego Val                                                                | Dez Duron Sylvia Yacoub Adriana Louise De'Borah Devyn DeLoera                                           | Cassadee Pope Terry McDermott Michaela Paige Julio Cesar Castillo Liz Davis                                           |
| 4        | Adam Levine                                                                           | Shakira | Usher                                                                                                   | Blake Shelton |
| 4        | Amber Carrington Judith Hill Sarah Simmons Caroline Glaser                            | Sasha Allen Kris Thomas Garrett Gardner Karina Iglesias                                                                         | Michelle Chamuel Josiah Hawley VEDO Cáthia                                                              | Danielle Bradbery The Swon Brothers Holly Tucker Justin Rivers                                                        |
| 5        | Adam Levine                                                                           | CeeLo Green | Christina Aguilera                                                                                      | Blake Shelton |
| 5        | Tessanne Chin Will Champlin James Wolpert Grey Preston Pohl                           | Caroline Pennell Kat Robichaud Jonny Gray Amber Nicole Tamara Chauniece                                                         | Jacquie Lee Matthew Schuler Josh Logan Olivia Henken Stephanie Anne Johnson                             | Cole Vosbury Ray Boudreaux Austin Jenckes Nic Hawk Shelbie Z                                                          |
| 6        | Adam Levine                                                                           | Shakira | Usher                                                                                                   | Blake Shelton |
| 6        | Christina Grimmie Kat Perkins Delvin Choice Jake Barker Morgan Wallen                 | Kristen Merlin Tess Boyer Dani Moz Deja Hall Patrick Thomson                                                                    | Josh Kaufman Bria Kelly T.J. Wilkins Melissa Jimenez Stevie Jo                                          | Jake Worthington Audra McLaughlin Sisaundra Lewis Ryan White Maloney Madilyn Paige                                    |
| 7        | Adam Levine                                                                           | Gwen Stefani | Pharrell Williams                                                                                       | Blake Shelton |
| 7        | Matt McAndrew Chris Jamison Damien Mia Pfirrman Taylor Phelan                         | Taylor John Williams Ryan Sill Anita Antoinette Bryana Salaz Ricky Manning                                                      | Luke Wade DaNica Shirey Sugar Joans Elyjuh René Jean Kelley                                             | Craig Wayne Boyd Reagan James Jessie Pitts James David Carter Taylor Brashears                                        |
| 8        | Adam Levine                                                                           | Pharrell Williams | Christina Aguilera                                                                                      | Blake Shelton |
| 8        | Joshua Davis Deanna Johnson Brian Johnson Nathan Hermida Tonya Boyd-Cannon            | Sawyer Fredericks Koryn Hawthorne Mia Z Caitlin Caporale Lowell Oakley                                                          | India Carney Kimberly Nichole Rob Taylor Lexi Dávila Sonic                                              | Meghan Linsey Corey Kent White Hannah Kirby Brooke Adee Sarah Potenza                                                 |
| 9        | Adam Levine                                                                           | Gwen Stefani | Pharrell Williams                                                                                       | Blake Shelton |
| 9        | Jordan Smith Amy Vachal Shelby Brown Blaine Mitchell Chance Peña Keith Semple         | Jeffrey Austin Braiden Sunshine Korin Bukowski Ellie Lawrence Regina Love Viktor Király                                         | Madi Davis Evan McKeel Mark Hood Celeste Betton Darius Scott Riley Biederer                             | Emily Ann Roberts Barrett Baber Zach Seabaugh Ivonne Acero Morgan Frazier Nadjah Nicole                               |
| 10       | Adam Levine                                                                           | Pharrell Williams | Christina Aguilera                                                                                      | Blake Shelton |
| 10       | Laith Al-Saadi Owen Danoff Shalyah Fearing Brian Nhira Caroline Bruns Nate Butler     | Hannah Huston Daniel Passino Emily Keener Caity Peters Lacy Mandigo Moushumi                                                    | Alisan Porter Bryan Bautista Nick Hagelin Kata Hay Ryan Quinn Tamar Davis                               | Adam Wakefield Mary Sarah Paxton Ingram Joe Maye Justin Whisnant Katie Basden                                         |
| 11       | Adam Levine                                                                           | Miley Cyrus | Alicia Keys                                                                                             | Blake Shelton |
| 11       | Billy Gilman Josh Gallagher Brendan Fletcher Riley Elmore Simone Gundy                | Ali Caldwell Aaron Gibson Darby Walker Sophia Urista Belle Jewel                                                                | Wé McDonald Christian Cuevas Sa'Rayah Kylie Rothfield Josh Halverson                                    | Sundance Head Austin Allsup Courtney Harrell Dana Harper Jason Warrior                                                |
| 12       | Adam Levine                                                                           | Gwen Stefani | Alicia Keys                                                                                             | Blake Shelton |
| 12       | Jesse Larson Lilli Passero Mark Isaiahb Hanna Eyre Johnny Hayes Josh West             | Brennley Brown Hunter Plake Troy Ramey Johnny Gates JChosen Quizz Swanigan                                                      | Chris Blue Vanessa Ferguson Stephanie Rice Jack Cassidy Ashley Levin Anatalia Villaranda                | Lauren Duski Aliyah Moulden TSoul Casi Joy Aaliyah Rose Felicia Temple                                                |
| 13       | Adam Levine                                                                           | Miley Cyrus | Jennifer Hudson                                                                                         | Blake Shelton |
| 13       | Addison Agen Adam Cunningham Jon Mero Anthony Alexander Whitney Fenimore Emily Luther | Brooke Simpson Ashland Craft Janice Freeman Moriah Formica Adam Pearce Karli Webster                                            | Noah Mac Davon Fleming Shi'Ann Jones Lucas Holiday Hannah Mrozak Chris Weaver                           | Chloe Kohanski Red Marlow Keisha Renee Mitchell Lee Natalie Stovall Esera Tuaolo                                      |
| 14       | Adam Levine                                                                           | Alicia Keys | Kelly Clarkson                                                                                          | Blake Shelton |
| 14       | Rayshun LaMarr Jackie Verna Sharane Calister Mia Boostrom Drew Cole Reid Umstattd     | Britton Buchanan Jackie Foster Christiana Danielle Johnny Bliss Terrence Cunningham Kelsea Johnson                              | Brynn Cartelli Kaleb Lee D.R. King Alexa Cappelli Dylan Hartigan Tish Haynes Keys                       | Kyla Jade Spensha Baker Pryor Baird Gary Edwards Austin Giorgio WILKES                                                |
| 15       | Adam Levine                                                                           | Kelly Clarkson | Jennifer Hudson                                                                                         | Blake Shelton |
| 15       | Reagan Strange DeAndre Nico Tyke James Kameron Marlowe Steve Memmolo RADHA            | Chevel Shepherd Sarah Grace Kymberli Joye Lynnea Moorer Abby Cates Keith Paluso Zaxai                                           | Kennedy Holmes MaKenzie Thomas SandyRedd Patrique Fortson Colton Smith Franc West                       | Chris Kroeze Kirk Jay Dave Fenley Funsho Natasia GreyCloud Michael Lee                                                |
| 16       | Adam Levine                                                                           | John Legend | Kelly Clarkson                                                                                          | Blake Shelton |
| 16       | LB Crew Mari Betsy Ade Domenic Haynes Kalvin Jarvis Andrew Jannakos                   | Maelyn Jarmon Shawn Sounds Celia Babini Jacob Maxwell Jimmy Mowery Lisa Ramey Beth Griffith-Manley Julian King Kayslin Victoria | Rod Stokes Jej Vinson Rebecca Howell Matthew Johnson Abby Kasch Presley Tennant The Bundys Karen Galera | Gyth Rigdon Dexter Roberts Andrew Sevener Kim Cherry Carter Lloyd Horne Oliv Blu Kendra Checketts Selkii Karly Moreno |
| 17       | Kelly Clarkson                                                                        | Gwen Stefani | John Legend                                                                                             | Blake Shelton |
| 17       | Jake Hoot Hello Sunday Shane Q Max Boyle Damali Gutierrez                             | Rose Short Joana Martinez Myracle Holloway Jake HaldenVang Kyndal Inskeep                                                       | Katie Kadan Will Breman Marybeth Byrd Alex Guthrie Khalea Lynee                                         | Ricky Duran Kat Hammock Cali Wilson Gracee Shriver Ricky Braddy                                                       |
| 18       | Kelly Clarkson                                                                        | Nick Jonas | John Legend                                                                                             | Blake Shelton |
| 18       | Micah Iverson Megan Danielle Cedrice Mandi Thomas                                     | Thunderstorm Artis Allegra Miles Michael Williams Roderick Chambers Arei Moon                                                   | CammWess Zan Fiskum Mandi Castillo Mike Jerel                                                           | Todd Tilghman Toneisha Harris Joanna Serenko Joei Fulco                                                               |
| 19       | Kelly Clarkson                                                                        | Gwen Stefani | John Legend                                                                                             | Blake Shelton |
| 19       | DeSz Cami Clune Tanner Gomes Madeline Consoer                                         | Carter Rubin Ben Allen Joseph Soul Payge Turner                                                                                 | John Holiday Tamara Jade Bailey Rae Chloé Hogan                                                         | Jim Ranger Ian Flanigan Worth the Wait Sid Kingsley Taryn Papa                                                        |
| 20       | Kelly Clarkson                                                                        | John Legend | Nick Jonas                                                                                              | Blake Shelton |
| 20       | Kenzie Wheeler Corey Ward Gihanna Zoë Zae Romeo                                       | Victor Solomon Pia Renee Ryleigh Modig Zania Alaké                                                                              | Rachel Mac Dana Monique Jose Figueroa Jr. Devan Blake Jones Andrew Marshall                             | Cam Anthony Jordan Matthew Young Pete Mroz Anna Grace                                                                 |
| 21       | Kelly Clarkson                                                                        | John Legend | Ariana Grande                                                                                           | Blake Shelton |
| 21       | Girl Named Tom Hailey Mia Jeremy Rosado Gymani Katie Rae                              | Jershika Maple Joshua Vacanti Shadale Samuel Harness David Vogel                                                                | Jim & Sasha Allen Holly Forbes Ryleigh Plank Bella DeNapoli Vaughn Mugol Raquel Trinidad                | Wendy Moten Paris Winningham Lana Scott Peddy Chavis Libianca                                                         |
| 22       | John Legend                                                                           | Gwen Stefani | Camila Cabello                                                                                          | Blake Shelton |
| 22       | Omar Jose Cardona Parijita Batsola Kim Curse Sasha Hurtado                            | Justin Aaron Kique Alyssa Witrado Kevin Hawkins                                                                                 | Morgan Myles Devix Eric Who Kate Kalvach                                                                | Bryce Leatherwood bodie Brayden Lape Rowan Grace                                                                      |
| 23       | Kelly Clarkson                                                                        | Chance the Rapper | Niall Horan                                                                                             | Blake Shelton |
| 23       | D.Smooth Holly Brand ALI Cait Martin Neil Salsich                                     | Sorelle Ray Uriel Kala Banham Jamar Langley Manasseh Samone                                                                     | Gina Miles Ryley Tate Wilson Michael B. Ross Clayton Tasha Jessen                                       | Grace West NOVIAS Rachel Christine Mary Kate Connor Kylee Dayne                                                       |
| 24       | John Legend                                                                           | Gwen Stefani | Niall Horan                                                                                             | Reba McEntire |
| 24       | Lila Forde Mac Royals Azán Kristen Brown Taylor Deneen Kaylee Shimizu                 | Bias Tanner Massey Kara Tenae Rudi Stee Lennon VanderDoes                                                                       | Huntley Mara Justine Nini Iris Claudia B. Julia Roome Alexa Wildish                                     | Ruby Leigh Jacquie Roar Jordan Rainer Ms. Monét Noah Spencer Tom Nitti                                                |
| 25       | John Legend                                                                           | Dan + Shay | Chance the Rapper                                                                                       | Reba McEntire |
| 25       | Bryan Olesen Nathan Chester Zoe Levert Kamalei Kawa'a Mafe                            | Karen Waldrup Madison Curbelo Tae Lewis Olivia Rubini Anya True                                                                 | Serenity Arce Maddi Jane Nadège RLetto Kyle Schuesler                                                   | Asher HaVon Josh Sanders L. Rodgers Justin & Jeremy Garcia Jackie Romeo                                               |
| 26       | Michael Bublé                                                                         | Gwen Stefani | Reba McEntire                                                                                           | Snoop Dogg |
| 26       | Sofronio Vasquez Shye Jaukeem Froston Sloane Simon Cameron Wright                     | Sydney Sterlace Jan Dan Jose Luis Jake Tankersley Gabrielle Zabosky                                                             | Danny Joseph Adam Bohanan Katie O. Edward Preble Lauren-Michael Sellers                                 | Jeremy Beloate Christina Eagle Mikaela Ayira Aliyah Khaylyn Austyns Stancil                                           |
| 27       | John Legend                                                                           | Michael Bublé | Kelsea Ballerini                                                                                        | Adam Levine |
| 27       | Renzo Bryson Battle Olivia Kuper Harris Bd.ii Ari Camille                             | Adam David Jadyn Cree Kaiya Hamilton Barry Jean Fontenot Angie Rey                                                              | Jaelen Johnston Iris Herrera Alanna Lynise Darius J. Tinika Wyatt                                       | Lucia Flores-Wiseman Kolby Cordell Conor James Ethan Eckenroad Britton Moore                                          |
| 28       | Michael Bublé                                                                         | Reba McEntire | Niall Horan                                                                                             | Snoop Dogg |
| 28       |                                                                                       | | | |